# Bathelium degenerans
Bathelium degenerans är en lavart som först beskrevs av Vain., och fick sitt nu gällande namn av R. C. Harris. Bathelium degenerans ingår i släktet Bathelium och familjen Trypetheliaceae.   Inga underarter finns listade i Catalogue of Life.